# Peter Kronheimer
Peter Benedict Kronheimer est un mathématicien britannique né en 1963, connu pour ses travaux sur la théorie de jauge et ses applications en topologie à trois et quatre dimensions. Il est professeur à l'université Harvard, titulaire de la chaire William Caspar Graustein de mathématiques.

## Biographie
Kronheimer est élève de la City of London School puis étudie au Merton College de l'université d'Oxford, où il obtient son Bachelor en 1984 et une thèse en 1986 sous la direction de  Michael Atiyah (titre de la thèse : « ALE Gravitational Instantons »),. Ensuite, il est au collège Balliol à Oxford et deux ans au Institute for Advanced Study, puis il retourne au Merton College d'Oxford comme tutor et fellow. En 1995 il rejoint l'université Harvard, où il est professeur de mathématiques sur la chaire William Caspar Graustein.

## Recherche
Kronheimer travaille, souvent avec Tomasz Mrowka du MIT sur la topologie des 4-variétés, à la suite des travaux fondamentaux de Simon Donaldson, avec qui il a écrit un livre. Kronheimer et Mrowka  démontrent un théorème de structure pour les invariants de Donaldson. 
En 1993, Kronheimer et Tomasz Mrowka démontrent la conjecture de Milnor en théorie des nœuds par des méthodes de théorie de jauge. En 1994, ils prouvent, en utilisant la théorie de Seiberg-Witten une conjecture de Thom, selon laquelle les courbes algébriques sont, parmi les courbes connexes de même classe d'homologie qui ont un plongement lisse dans le plan projectif, celles de genre minimal (le genre d'une courbe, un invariant topologique, est déterminé, pour les courbes algébriques, par leur degré). En 2003, Kronheimer et Mrowka démontrent la « propriété P » de la théorie des nœuds à l’aide de diverses méthodes de la topologie différentielle des variétés. La propriété P dit que la 3-variété de S3 obtenue par la chirurgie de Dehn avec les paramètres p et q≠0 le long d'un nœud non trivial possède un groupe fondamental non trivial.

## Publications (sélection)
Livres
- (avec Tomasz Mrowka), Monopoles and three-manifolds, Cambridge, UK New York, Cambridge University Press, 2011, 808 p. (ISBN 978-0-521-18476-2) - Revue : Clifford Taubes, « Review: Monopoles and three-manifolds by Peter Kronheimer and Tomasz Mrowka », Bull. Amer. Math. Soc. (N.S.), vol. 46, no 3,‎ 2009, p. 505–509 (DOI 10.1090/s0273-0979-09-01250-6, lire en ligne), ouvrage qui leur a valu le Prix Joseph L. Doob de l'AMS en 2011.
- (avec Simon Donaldson), The Geometry of Four-Manifolds, New York, OUP, coll. « Oxford Mathematical Monographs », 1990, 440 p. (ISBN 978-0-19-850269-2, lire en ligne) - réédition 1997.

Articles
- (avec Tomasz Mrowka), « Gauge theory for embedded surfaces, I », Topology, vol. 32, no 4,‎ 1993, p. 773-826.
- (avec Tomasz Mrowka), « Embedded surfaces and the structure of Donaldson's polynomial invariants », Journal of Differential Geometry, vol. 41,‎ 1995, p. 573-734
- (avec Tomasz Mrowka), « The genus of embedded surfaces in the projective plane », Mathematical Research Letters, vol. 1,‎ 1994, p. 797-808
- (avec Tomasz Mrowka), « Witten's conjecture and property P », Geometry and Topology, vol. 8,‎ 2004, p. 295-310 (lire en ligne).

## Prix et distinctions
- 1991 : Prix Oberwolfach
- 1993 : Prix Whitehead
- 2007 : Prix Oswald Veblen, avec Mrowka[5]
- 2011 : Prix Joseph L. Doob avec Mrowka pour leur livre Monopoles and 3-manifolds.
- 2023 : Prix Leroy P. Steele pour une « contribution majeure dans la recherche » avec Tomasz Mrowka, pour leur article "Gauge theory for embedded surfaces, I" (publié en 1993 dans Topology 32, pp 773–826)[6].
- 1990 : Conférencier invité au Congrès international des mathématiciens de Kyoto (titre de l’exposé : Embedded surfaces in 4-manifolds)
- 1997 : membre de la Royal Society